# Carly Smithson
Carly Smithson (nata Carly Sarah Hennessy; Dublino, 12 settembre 1983) è una cantante e attrice irlandese, voce del gruppo alternative metal We Are the Fallen.

## Biografia
A soli 10 anni pubblicò l'album natalizio Carly's Christmas Album, e a 18 il suo primo album di inediti, Ultimate High.
È stata finalista dell'edizione 2008 reality show American Idol. L'anno successivo entra a far parte della band We Are the Fallen.
Il gruppo, dopo aver lanciato il primo singolo Bury Me Alive, firmò un contratto con la casa discografica Universal Republic che pubblicò una nuova versione rimasterizzata di Bury Me Alive.
Il 25 marzo 2010 uscì il video del brano che avrebbe anticipato l'uscita dell'album di debutto, Tear the World Down, che avvenne nel mese di maggio.

## Discografia

### Solista
Album
- Carly's Christmas Album (1993)
- Ultimate High (2001)

Singoli
- I'm Gonna Blow Your Mind (2001)
- Beautiful You (2001)

### Con i We Are the Fallen
Album
- Tear the World Down (2010)

Singoli
- Bury Me Alive (2 febbraio 2010)
- Tear the World Down (12 ottobre 2010)

## Filmografia
- Fools of Fortune (1990)